# Tibili
Tibili est une localité située dans le département de Gomponsom de la province du Passoré dans la région Nord au Burkina Faso.

## Géographie
Tibili se situe à 8 km au sud-est du centre de Gomponsom, le chef-lieu départemental, à 3 km à l'ouest de Niongnongo et à environ 18 km à l'est de Yako et de la route nationale 2.

## Santé et éducation
Le centre de soins le plus proche de Tibili est le centre de santé et de promotion sociale (CSPS) de Niongnongo tandis que le centre médical avec antenne chirurgicale (CMA) de la province se trouve à Yako.
La commune possède une école primaire publique de trois classes.